# Hsu Wen-hsin
Hsu Wen-hsin (chinesisch 許文馨; * 13. Juni 1988 in Taipeh) ist eine ehemalige taiwanische Tennisspielerin.

## Karriere
Hsu begann mit acht Jahren das Tennisspielen und spielt am liebsten auf Hartplätzen. Sie spielte bislang hauptsächlich auf Turnieren des ITF Women’s Circuit, bei denen sie bislang zwei Titel im Einzel und sechs im Doppel gewonnen hat.
Ihr bislang letztes Turnier bestritt Hsu im November 2014 in Bendigo.
Seit 2007 hat sie in fünf Begegnungen für die taiwanische Fed-Cup-Mannschaft insgesamt ein Einzel und fünf Doppel bestritten, von denen sie bis auf ein Doppel alle gewann.

## Turniersiege

### Einzel
| Nr. | Datum        | Turnier    | Kategorie   | Belag     | Finalgegnerin | Ergebnis      |
| --- | ------------ | ---------- | ----------- | --------- | ------------- | ------------- |
| 1.  | Sep/Okt 2005 | Balikpapan | ITF $10.000 | Hartplatz | Hwang I-hsuan | 6:3, 7:64     |
| 2.  | August 2010  | Saitama    | ITF $10.000 | Hartplatz | Duan Yingying | 6:1, 1:6, 6:3 |

### Doppel
| Nr. | Datum          | Turnier | Kategorie   | Belag     | Partnerin     | Finalgegnerinnen           | Ergebnis         |
| --- | -------------- | ------- | ----------- | --------- | ------------- | -------------------------- | ---------------- |
| 1.  | August 2008    | Saitama | ITF $10.000 | Hartplatz | Hwang I-hsuan | Airi Hagimoto Maiko Inoue  | 6:4, 6:3         |
| 2.  | Mai 2009       | Gunma   | ITF $25.000 | Teppich   | Mari Tanaka   | Erika Sema Yurika Sema     | 6:3, 1:6, [10:7] |
| 3.  | September 2009 | Noto    | ITF $25.000 | Teppich   | Hwang I-hsuan | Han Xinyun Kim So-jung     | 6:3, 1:6, [11:9] |
| 4.  | September 2011 | Tsukuba | ITF $25.000 | Hartplatz | Chan Chin-wei | Kim So-jung Erika Takao    | 6:1, 6:1         |
| 5.  | Oktober 2011   | Kofu    | ITF $50.000 | Hartplatz | Chan Chin-wei | Remi Tezuka Akiko Yonemura | 6:3, 6:4         |
| 6.  | Aug/Sep 2013   | Tsukuba | ITF $25.000 | Hartplatz | Chan Chin-wei | Lee Ya-hsuan Yumi Miyazaki | 6:2, 6:1         |